# 北斯塔鎮區 (明尼蘇達州布朗縣)
北斯塔鎮區（英語：North Star Township）是位於美國明尼蘇達州布朗縣的一個行政鎮區。

## 地方資料
北斯塔鎮區的面積為91.60平方千米，當中陸地面積為91.60平方千米，而水域面積為1.00平方千米。根據2020年美國人口普查的數據，當地共有人口268人，而人口密度為每平方千米2.93人。